# Modellschule
Eine Modellschule ist eine Bildungseinrichtung, die exemplarisch oder versuchsweise einen spezifischen bildungspolitischen oder pädagogischen Anspruch oder inhaltlichen Schwerpunkt verfolgen soll. Durch den Betrieb einer solchen Modellschule sollen konkrete Ergebnisse erzielt, bildungspolitische und/oder pädagogische Erkenntnisse gewonnen und Folgerungen abgeleitet werden, die sich auf regulär betriebene Schulen übertragen und somit in den allgemeinen Schulbetrieb übernehmen lassen. Der Begriff Modellschule wird auch benutzt, um ein Idealbild von Schule zu beschreiben, ist jedoch nicht zu verwechseln mit einer Schule für Models.

## Beispiele (Auswahl)
- Modellschule mit bildnerischem Schwerpunkt[2]
- Modellschule eEducation[3][4]
- Modellschule Globales Lernen[5]
- Modellschule für inklusive Bildung[6][7]
- Modellschule für inklusive berufliche Bildung[8]
- Modellschule Lernen mit digitalen Medien[9]
- Modellschule für Leseförderung[10]
- Modellschule für Partizipation und Demokratie[11]
- Tablet-Modellschule
- Modellschule Trans-JOB
- Modellschule 9+2[12]